# Убейте жокея
«Убейте жокея» или «Убить жокея» (исп. El Jockey) — художественный фильм режиссёра Луиса Ортеги совместного производства Аргентины и Испании. Главные роли в картине сыграли Науэль Перес Бискаярт и Урсула Корберо. Премьера состоялась в августе 2024 года на 81-м Венецианском кинофестивале, в рамках основной программы.

## Сюжет
Действие фильма происходит в Аргентине. В центре сюжета конфликт между успешным жокеем Ремо, по чьей вине погиб дорогой японский жеребец, и мафией.

## В ролях
- Науэль Перес Бискаярт — Ремо
- Урсула Корберо — Абриль
- Даниэль Хименес Качо — Сирена
- Мариана ди Джироламо — Ана
- Даниэль Фанего — Фанего
- Роли Серрано

## Создание и релиз
В августе 2024 года картину показали на 81-м Венецианском кинофестивале, в рамках основной программы. 

## Отзывы
Мнение российских кинокритиков о фильме разделились: его оценили от 3 до 7 баллов из 10. Денис Виленкин охарактеризовал фильм как «амбиции в поиске стиля». Для Настасьи Горбачевской это «краткий пересказ собрания сочинений Педро Альмодовара для зумеров», для Станислава Зельвенского — «немножко Линч, немножко Рефн, песни и танцы, много понтов, но и мастерства немало». Тамара Ходова охарактеризовала «Убейте жокея» как «крепкий артхаусный фильм в хорошем смысле этого слова. Бойко, остроумно, красиво».
Алекс Экслер дал фильму оценку 7 из 10, отметив, что «к Альмодовару этот фильм вообще не имеет никакого отношения, это совершенно другой стиль» и что «мы имеем дело ни с какой не „криминальной драмой“, как определили жанр этого фильма в кинобазах, а с конкретной артхаусной шизухой»: «Очень колоритные персонажи, включая второстепенных и совсем эпизодических, яркие краски, интересные постановочные и операторские решения — сделано очень здорово».